# Bartsia
Bartsia  L. 1753  è un genere di piante Spermatofite Dicotiledoni appartenenti alla famiglia delle Orobanchaceae, dall'aspetto di piccole erbacee annuali o perenni e dai piccoli fiori.

## Etimologia
Il nome del genere è stato dato in ricordo del botanico prussiano Johann Bartsch (1709-1738) di Königsberg, medico coloniale a Suriname. Il nome scientifico del genere è stato proposto da Carl von Linné (1707 – 1778) biologo e scrittore svedese, considerato il padre della moderna classificazione scientifica degli organismi viventi, nella pubblicazione "Species Plantarum – 2: 602. 1753" del 1753.

## Descrizione

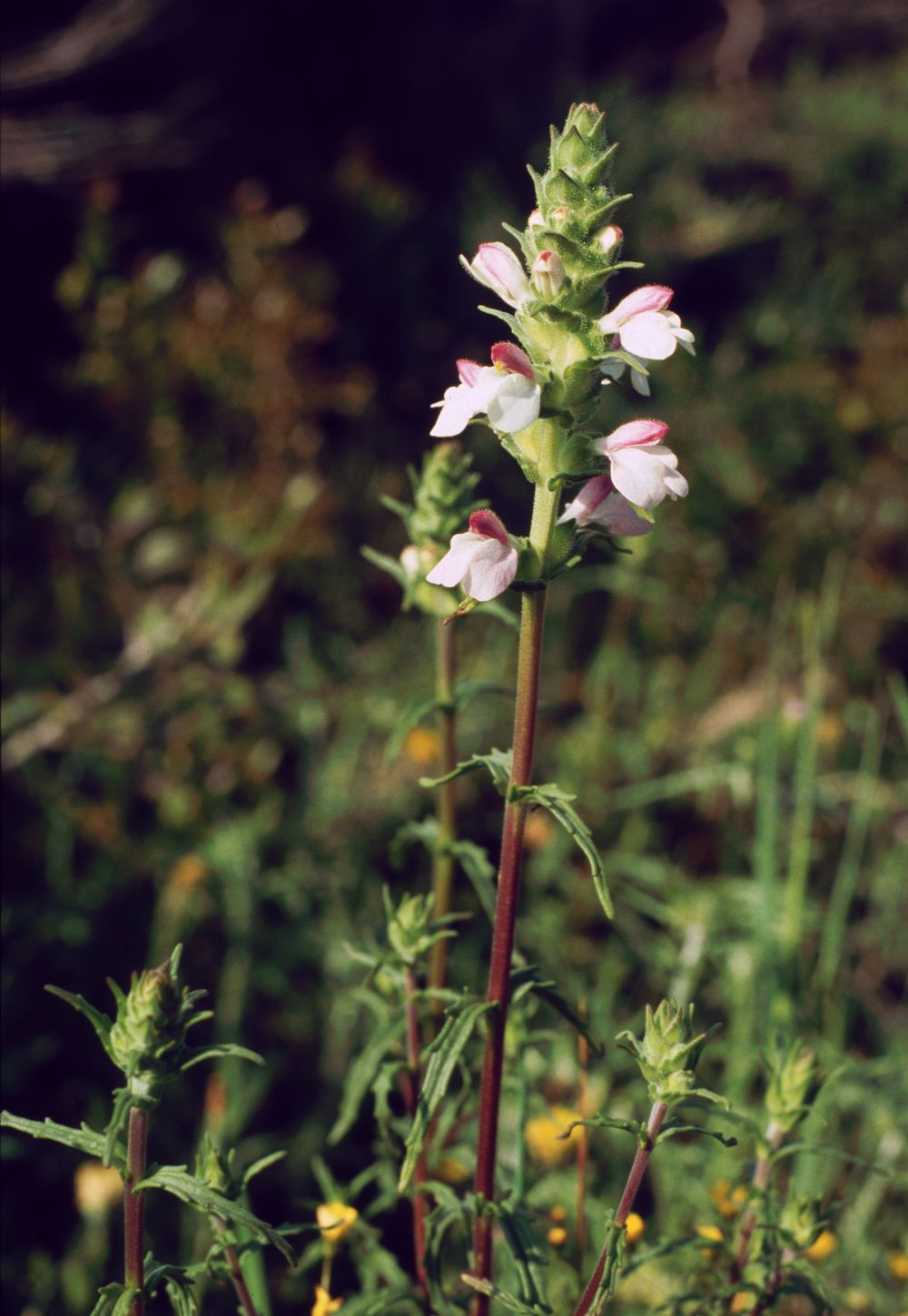
Bartsia trixago
Il portamento

(I dati morfologici si riferiscono soprattutto alle specie europee e in particolare a quelle spontanee italiane.)
L'altezza di queste piante supera di poco i 50 cm. La forma biologica è sia terofita scaposa (T scap), ossia piante erbacee che differiscono dalle altre forme biologiche poiché, essendo annuali, superano la stagione avversa sotto forma di seme e sono munite di asse fiorale eretto e spesso privo di foglie, che emicriptofita scaposa (H scap), ossia piante erbacee, a ciclo biologico perenne, con gemme svernanti al livello del suolo e protette dalla lettiera o dalla neve e sono dotate di un asse fiorale eretto e spesso privo di foglie. Sono inoltre semiparassitarie in quanto emettono germogli sotterranei con i quali si attaccano alle radici (ad esempio) delle Graminaceae succhiandone i sughi; hanno in genere la superficie peloso-glandulosa.

### Radici
Le radici sono dei fittoni.

### Fusto
La parte aerea del fusto è eretta spesso pubescente; la base può essere legnosa.

### Foglie

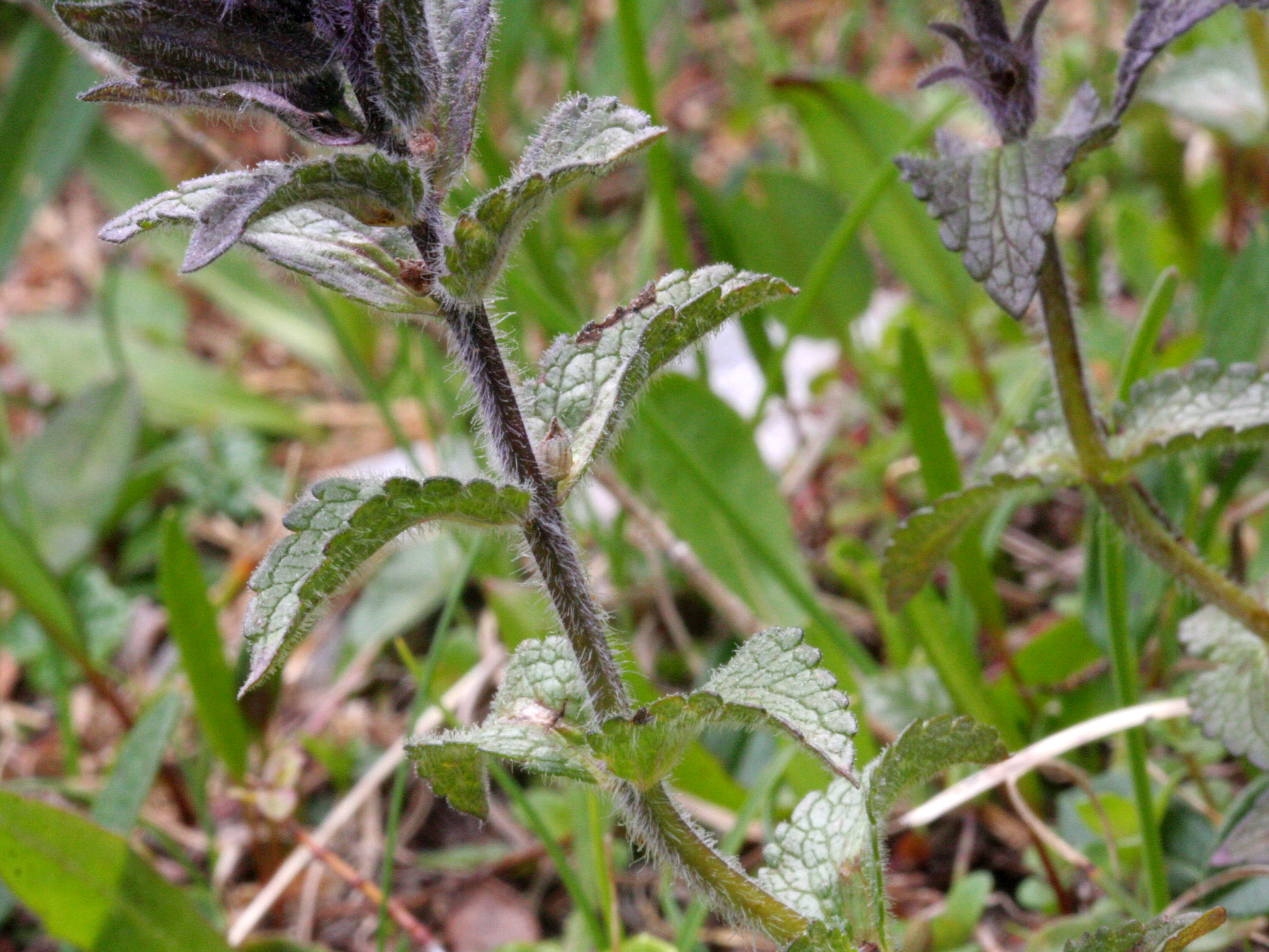
Bartsia alpina
Le foglie
Cortina (BL), 1400 m s.l.m.
3 luglio 2008

Le foglie hanno delle forme da lanceolato a ovate con bordi da crenati a dentati. Si dividono in inferiori e superiori. Le foglie superiori vicine all'infiorescenza sono spessobratteiformi. Le foglie sono prive di picciolo.

### Infiorescenza

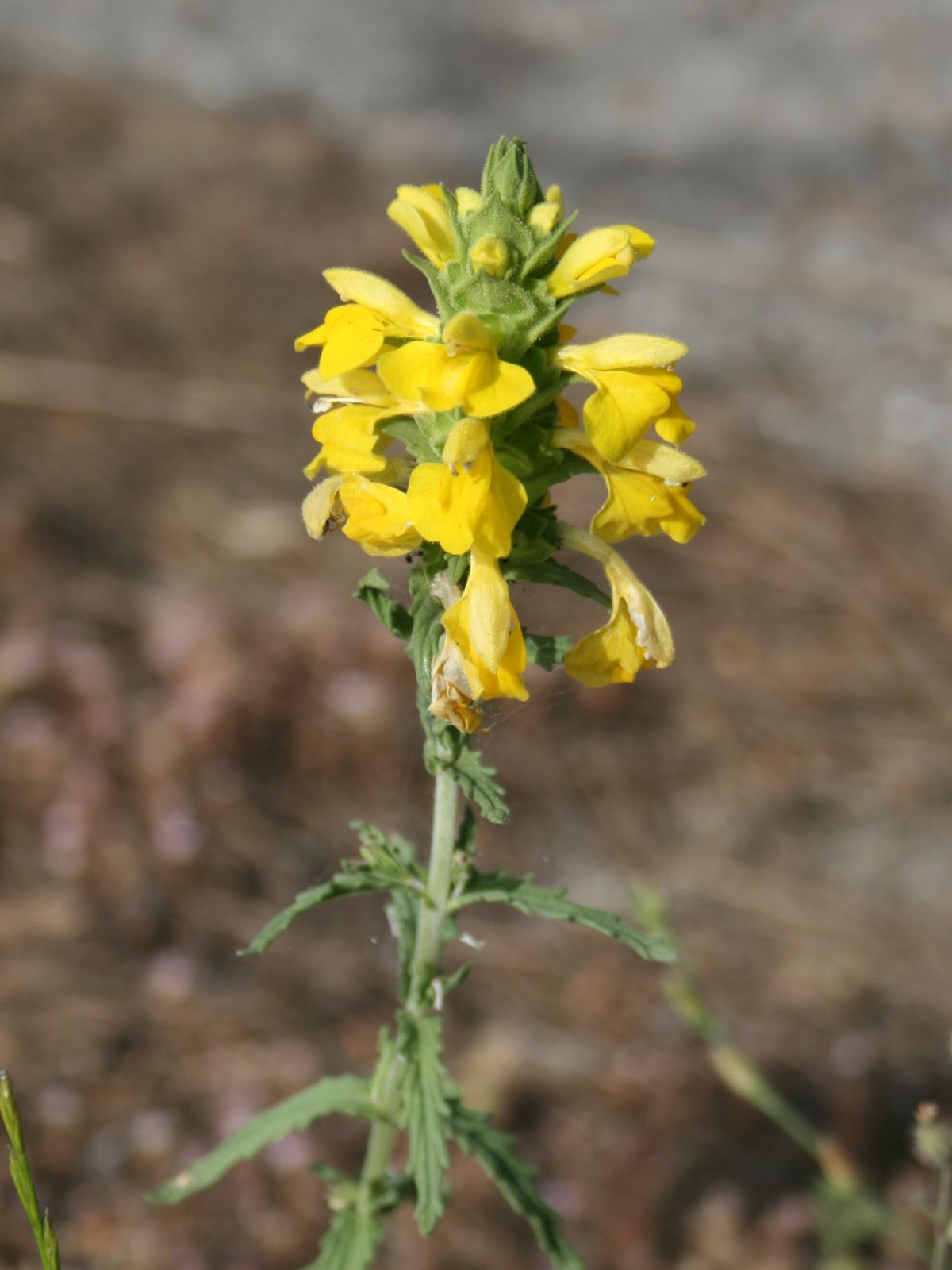
Bartsia trixago
Infiorescenza

Le infiorescenze sono formate da alcuni fiori pedicellati, spaziati e disposti all'ascella di brattee o anche da brevi spighe piramidali.

### Fiore

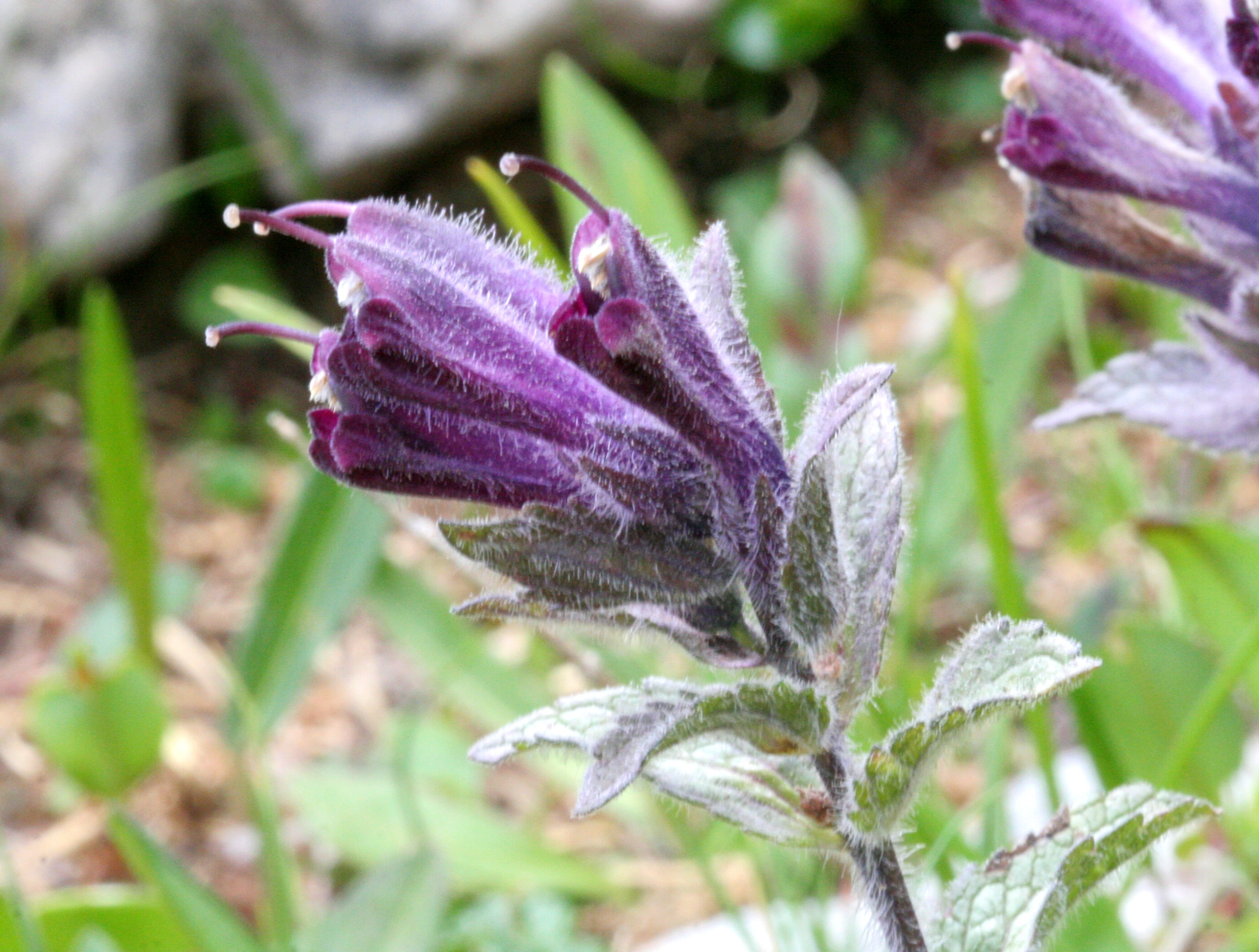
Bartsia alpina
I fiori
Cortina (BL), 1400 m s.l.m.
3 luglio 2008

I fiori sono ermafroditi, zigomorfi e tetraciclici (con i quattro verticilli fondamentali delle Angiosperme: calice – corolla – androceo – gineceo); sono inoltre pentameri/tetrameri (ogni verticillo ha più o meno quattro/cinque elementi).
- Formula fiorale: per questa pianta viene indicata la seguente formula fiorale:

X, K (4), [C (5), A 2+2], G (2), (supero), capsula
- Calice: il calice, gamosepalo con simmetria bilaterale, è un tubo campanulato con quattro denti più o meno stretti a forma triangolare; la superficie può essere irsuta.
- Corolla: la corolla, più o meno bilabiata con cinque lobi disuguali (3 adassiali e 2 abassiali), è simpetala; il colore è violetto, purpureo o giallo e la superficie può essere irsuta. La corolla è priva di sperone.
- Androceo: gli stami dell'androceo sono quattro didinami (due lunghi e due corti); sono inseriti nel tubo corollino (adnati alla corolla); in particolare ascendono sotto il labbro superiore della corolla. I filamenti sono minutamente pubescenti. Le antere sono conniventi ed hanno una loggia portante un cornetto allungato; sono aristate o mucronate alla base. Le sacche polliniche hanno l'estremità inferiore a forma di freccia. Non sono presenti staminoidi.[8]
- Gineceo: i carpelli del gineceo sono due e formano un ovario supero biloculare (derivato dai due carpelli iniziali). La placentazione è assile. Lo stilo è unico lievemente più lungo degli stami ed è inserito all'apice dell'ovario; lo stimma è capitato.

### Frutti
Il frutto è del tipo a capsula deiscente. La forma è simmetrica, oblungo-acuta, cavato-compressa e contiene diversi (più o meno 50) piccoli semi a coste alate.

## Riproduzione
- Impollinazione: l'impollinazione avviene tramite insetti (impollinazione entomogama).
- Riproduzione: la fecondazione avviene fondamentalmente tramite l'impollinazione dei fiori (vedi sopra).
- Dispersione: i semi cadendo a terra sono successivamente dispersi soprattutto da insetti tipo formiche (disseminazione mirmecoria).

## Distribuzione e habitat
Il genere Bartsia è distribuito in Europa (2 specie), Africa boreale (2 specie) e America (la maggior parte del genere con moltissime specie endemiche delle Ande). In genere il loro habitat è confinato nelle regioni artiche o nelle località di alta montagna su terreni gelidi e umidi. Tutte le specie spontanee della flora italiana vivono sull'arco alpino. La tabella seguente mette in evidenza alcuni dati relativi all'habitat, al substrato e alla distribuzione delle specie alpine
| Specie | Comunità vegetali | Piani vegetazionali      | Substrato  | pH                                 | Livello trofico | H2O   | Ambiente | Zona alpina         |
| --- | ----------------- | ------------------------ | ---------- | ---------------------------------- | --------------- | ----- | -------- | ------------------- |
| Bartsia alpina | 10                | alpino subalpino montano | Ca - Si    | pianta perenne su substrato neutro | medio           | umido | F1 G5    | tutto l'arco alpino |
| Bartsia trixago | 2                 | collinare                | Ca - Ca/Si | pianta annua su substrato basico   | medio           | arido | B1 G1 G2 | CN                  |
| Legenda e note alla tabella. Substrato con “Ca/Si” si intendono rocce di carattere intermedio (calcari silicei e simili); vengono prese in considerazione solo le zone alpine del territorio italiano (sono indicate le sigle delle province). Comunità vegetali: 2 = comunità terofitiche pioniere nitrofile; 10 = comunità delle praterie rase dei piani subalpino e alpino con dominanza di emicriptofite. Ambienti: B1 = campi, colture e incolti; F1 = praterie rase xerofile mediterranee; G1 = lande e popolamenti a lavanda; G2 = praterie rase dal piano collinare a quello alpino; G5 = saliceti arbustivi di ripa. |                   |                          |            |                                    |                 |       |          |                     |

## Tassonomia
La famiglia di appartenenza della specie (Orobanchaceae) comprende soprattutto piante erbacee perenni e annuali semiparassite (ossia contengono ancora clorofilla a parte qualche genere completamente parassita) con uno o più austori connessi alle radici ospiti. È una famiglia abbastanza numerosa con circa 60 - 90 generi e oltre 1700 - 2000 specie (il numero dei generi e delle specie dipende dai vari metodi di classificazione) distribuite in tutti i continenti.

### Filogenesi

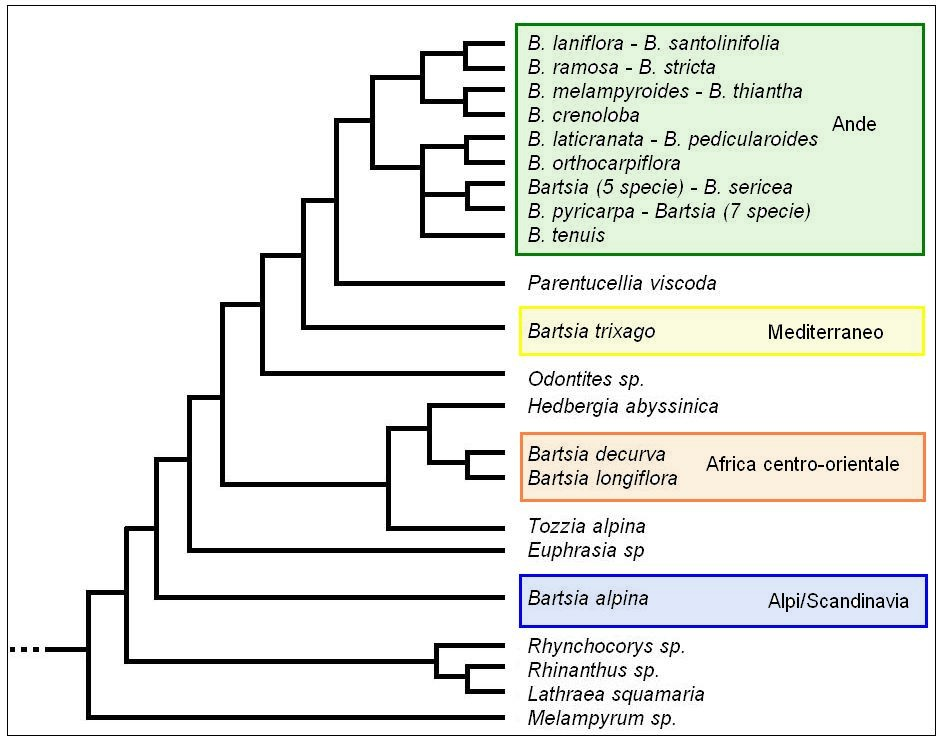
Cladogramma del genere Bartsia

La classificazione tassonomica del genere di questa scheda è in via di definizione in quanto fino a poco tempo fa apparteneva alla famiglia delle Scrophulariaceae (secondo la classificazione ormai classica di Cronquist), mentre ora con i nuovi sistemi di classificazione filogenetica (classificazione APG) è stata assegnata alla famiglia delle Orobanchaceae e alla tribù Rhinantheae Lamarck & de Candolle; anche i livelli superiori sono cambiati (vedi box tassonomico a destra).
La morfologia e le analisi filogenetiche molecolari indicano uno stretto rapporto tra il genere Bartsia e i generi Euphrasia, Odontites, Parentucellia, Rhinanthus e Tozzia. Il genere Bartsia quasi sicuramente non è monofiletico; studi recenti dimostrano la divisione del genere in tre cladi distinti:
- 1) Sud America: è un clade ben supportato ed è “gruppo fratello” della specie mediterranea Bartsia trixago e del genere Parentucellia.
- 2) Europa (Alpi e regione scandinava): con Bartsia alpina collegata (“gruppo fratello”) al clade Euphrasia-Rhinanthus-Odontites.
- 3) Africa (centro-orientale): con le specie Bartsia decurva e Bartsia longiflora collegatate al genere monotipo Hedbergia (Hedbergia abyssinica (Benth.) Molau ).

Il cladogramma a lato, tratto dallo studio citato e semplificato, mostra l'attuale conoscenza filogenetica del genere e del resto della tribù Rhinantheae.
Dagli ultimi studi sono emerse due ipotesi sulla diffusione del genere nelle Ande: (1) dal Medio Oriente all'America del Nord e quindi alle Ande, oppure (2) dall'Africa centro-orientale alle Ande. I tempi vanno da 50 a 12 milioni di anni fa, e corrispondono più o meno alla separazione Africa/America del Sud secondo la teoria della tettonica a zolle.
Il numero cromosomico delle specie di questo genere è: 2n = 24.

### Specie diBartsia
Elenco delle specie di Bartsia:
- Bartsia adenophylla Molau, 1990
- Bartsia alba Molau, 1990
- Bartsia alpina L., 1753
- Bartsia aprica Diels, 1906
- Bartsia australis Molau, 1990
- Bartsia bartsioides (Hook.) Edwin, 1971
- Bartsia camporum Diels, 1906
- Bartsia canescens Wedd., 1860
- Bartsia chilensis Benth., 1846
- Bartsia crenata Molau, 1990
- Bartsia crenoloba Wedd., 1860
- Bartsia crisafullii N.H.Holmgren, 1984
- Bartsia decurva Hochst. ex Benth., 1846
- Bartsia diffusa Benth., 1846
- Bartsia elachophylla Diels, 1906
- Bartsia elongata Wedd., 1860
- Bartsia fiebrigii Diels, 1906
- Bartsia filiformis Wedd., 1860
- Bartsia flava Molau, 1990
- Bartsia glandulifera Molau, 1990
- Bartsia inaequalis Benth., 1846
- Bartsia integrifolia Wedd., 1860
- Bartsia jujuyensis Cabrera & Botta, 1992
- Bartsia laniflora Benth., 1846
- Bartsia laticrenata Benth., 1846
- Bartsia longiflora Hochst. ex Benth., 1846
- Bartsia melampyroides (Kunth) Benth., 1846
- Bartsia mutica (Kunth) Benth., 1846
- Bartsia orthocarpiflora Benth., 1846
- Bartsia patens Benth., 1846
- Bartsia pauciflora Molau, 1990
- Bartsia pedicularoides Benth., 1846
- Bartsia peruviana Walp., 1843
- Bartsia pumila Benth., 1846
- Bartsia pyricarpa Molau, 1990
- Bartsia ramosa Molau, 1990
- Bartsia remota Molau, 1990
- Bartsia rigida Molau, 1990
- Bartsia santolinifolia (Kunth) Benth., 1846
- Bartsia sericea Molau, 1990
- Bartsia serrata Molau, 1990
- Bartsia stricta (Kunth) Benth., 1846
- Bartsia strigosa Molau, 1990
- Bartsia tenuis Molau, 1990
- Bartsia thiantha Diels, 1906
- Bartsia tomentosa Molau, 1990
- Bartsia trichophylla Wedd., 1860
- Bartsia tricolor Molau, 1990
- Bartsia trixago L., 1753
- Bartsia weberbaueri Diels, 1906